# Характеристики оперативного действия
Характеристики оперативного (операционного) действия — геометрические показатели, описывающие свойства операционной раны с точки зрения удобства выполняемого оперативного вмешательства
Н. Н. Бурденко писал, что «оперативный доступ должен быть анатомичным, физиологичным и достаточным»
Существуют следующие показатели:
- Длина операционного действия. Соответствует длине операционной раны.
- Ширина операционного действия. Соответствует ширине операционной раны
- Глубина операционного действия. Соответствует глубине операционной раны
- Угол главной оси, по которой расположен инструмент хирурга по отношению к телу больного
- Угол линии, соединяющей оперируемый участок органа с глазами хирурга, по отношению к плоскости раны. Тем лучше, чем угол ближе к 90 градусов. Угол менее 25 градусов делает операцию практически невозможной.
- Отношение площади видимого образования к апертуре раны.